# Херта, Колтон
Ко́лтон Хе́рта (англ. Colton Herta, род. 30 марта 2000, Санта-Кларита, Калифорния) — американский автогонщик, выступающий в серии IndyCar с 2019 года, сын известного автогонщика Брайана Херты. Самый молодой в истории победитель гонки серии «Индикар».

## Карьера

### Ранние годы
Херта впервые принял участие в соревнованиях по картингу в 2010 году в возрасте 10 лет, участвуя в гонках на картах серий SKUSA и IKF, хотя он занимался картингом с 6 лет. Он дебютировал в гонках «формул» в 13 лет, заняв второе место в зимней серии SBF2000. В 2014 году он впервые участвовал в чемпионате американской Формулы-2000, заняв 15-е место, несмотря на то, что пропустил первый уик-энд из-за возрастных ограничений. В том же году Херта дебютировал в международной серии AsiaCup, приняв участие в одном уик-энде в Сепанге, Малайзия, где он одержал 1 победу в гонке и 3 раза финишировал на подиуме. Тогда же Херта впервые принял участие в Global RallyCross Championship Lites, став самым молодым гонщиком, участвовавшим в этой серии.
В 2015 году он дебютировал в британской серии MSA Formula за команду Carlin, где был самым молодым гонщиком и единственным американцем на стартовой решётке, состоявшей в основном из британцев. Он одержал свою первую победу во второй гонке на трассе Снеттертон в августе. В течение сезона он одержал еще три победы, заняв третье место в общем зачёте.
В 2016 году он планировал перейти в чемпионат британской Формулы-3 BRDC, но из-за возрастных ограничений не смог участвовать в первом раунде. Чтобы провести полный сезон, он переключился на чемпионат Euroformula Open, продолжая выступления за Carlin, в котором занял третье место с четырьмя победами, шестью подиумами и пятью поул-позициями. Кроме того, Херта принял участие в шести гонках британской Ф3, заработав три подиума, включая победу на трассе Брэндс-Хэтч.
В 2017 году Херта присоединился к недавно созданной команде Andretti-Steinbrenner Racing для участия в серии Indy Lights за рулём автомобиля № 98. Он уверенно начал сезон, заняв второе место в первой гонке на уличной трассе Сент-Питерсберга и победив во второй гонке. Он одержал вторую победу на следующем этапе на трассе Барбер. Херта выиграл звание «Новичок года» и занял 3-е место в чемпионате.
В 2018 году Херта остался в чемпионате Indy Lights. Он выиграл четыре гонки, в том числе все три, проведенные на Индианаполис Мотор Спидвей (обе гонки Гран-при Индианаполиса на дорожной версии и Freedom 100 на овальной трассе). Херта закончил чемпионат на втором месте по очкам после своего товарища по команде Andretti Патрисио О’Уорда.

### IndyCar
Херта дебютировал в «Индикаре» в последней гонке сезона 2018 года в Сономе за Harding Racing. В 2019 году он проводил полный сезон за команду Harding Steinbrenner Racing, выступавшую при поддержке Andretti, на машине № 88, и был самым молодым пилотом того сезона (единственным родившимся в 2000-х). 24 марта 2019 года он стал самым молодым победителем гонки в истории серии, выиграв этап на трассе в Остине. Он квалифицировался пятым в гонке «500 миль Индианаполиса», но сошел с дистанции всего через четыре круга после отказа коробки передач. 22 июня 2019 года в возрасте 19 лет Херта стал самым молодым обладателем поула на трассе Роуд-Америка. В дальнейшем пилот одержал ещё одну победу, на трассе Лагуна-Сека, и занял 7-е место в общем зачёте, всего 5 очков уступив в борьбе за титул новичка года Феликсу Розенквисту.
В сезоне 2020 Херта продолжил выступления за Harding Steinbrenner Racing, фактически вошедшую в состав команды Andretti. Он финишировал 8-м в «500 милях Индианаполиса». 13 сентября 2020 года Херта выиграл вторую из двух гонок, проведенных в Мид-Огайо. Он занял второе место в субботней гонке на дорожной трассе Индианаполиса. Имея семь финишей в топ-5 в 14 гонках, он занял третье место по очкам.
Кроме выступления в IndyCar, в 2019—2020 годах Херта принимал участие в отдельных гонках чемпионата спорткаров IMSA в классе GTLM за Rahal Letterman Lanigan Racing на BMW M8 GTE. В 2019 году он стал победителем «24 часов Дейтоны» в своём классе с экипаже с Аугушту Фарфушем, Коннором Де Филиппи и Филиппом Энгом.

## Результаты выступлений

### Общая статистика
| Сезон   | Серия                                     | Команда                                 | Гонки | Победы | Поулы | ЛК  | Подиумы | Очки | Место |
| ------- | ----------------------------------------- | --------------------------------------- | ----- | ------ | ----- | --- | ------- | ---- | ----- |
| 2012-13 | SBF2000 Winter Series                     | N/A                                     | 12    | 1      | 1     | 0   | 4       | 287  | 6     |
| 2013    | Тихоокеанская Формула-1600                | PR1/BHA with Curb-Agajanian             | 15    | 10     | 6     | 10  | 15      | 413  | 1     |
| 2014    | GRC Lites                                 | AD Racing                               | 1     | N/A    | 0     | N/A | N/A     | 16   | 15    |
| 2014    | Американская Формула-2000                 | JAY Motorsports                         | 12    | 0      | 0     | 1   | 0       | 115  | 15    |
| 2015    | Британская Формула-4                      | Carlin                                  | 30    | 4      | 3     | 8   | 12      | 355  | 3     |
| 2016    | Британская Формула-3                      | Carlin                                  | 6     | 1      | 0     | 1   | 3       | 109  | 19    |
| 2016    | Euroformula Open Championship             | Carlin                                  | 16    | 4      | 5     | 4   | 7       | 199  | 3     |
| 2016    | Masters of Formula 3                      | Carlin                                  | 1     | 0      | 0     | 0   | 0       | N/A  | 13    |
| 2017    | Indy Lights                               | Andretti Steinbrenner Racing            | 16    | 2      | 7     | 3   | 7       | 300  | 3     |
| 2018    | Indy Lights                               | Andretti Steinbrenner Racing            | 17    | 4      | 3     | 7   | 13      | 447  | 2     |
| 2018    | IndyCar Series                            | Harding Racing                          | 1     | 0      | 0     | 0   | 0       | 20   | 37    |
| 2019    | IndyCar Series                            | Harding Steinbrenner Racing             | 17    | 2      | 3     | 2   | 2       | 420  | 7     |
| 2019    | WeatherTech SportsCar Championship - GTLM | BMW Team RLL                            | 3     | 1      | 0     | 0   | 2       | 89   | 14    |
| 2020    | IndyCar Series                            | Andretti Harding Steinbrenner Autosport | 14    | 1      | 1     | 0   | 2       | 421  | 3     |
| 2020    | WeatherTech SportsCar Championship - GTLM | BMW Team RLL                            | 3     | 0      | 0     | 0   | 0       | 79   | 9     |

### IndyCar Series
| Год  | Команда                                 | Шасси        | Двигатель | 1     | 2     | 3      | 4      | 5      | 6       | 7      | 8      | 9      | 10    | 11    | 12     | 13    | 14     | 15    | 16    | 17     | Место | Очки |
| ---- | --------------------------------------- | ------------ | --------- | ----- | ----- | ------ | ------ | ------ | ------- | ------ | ------ | ------ | ----- | ----- | ------ | ----- | ------ | ----- | ----- | ------ | ----- | ---- |
| 2018 | Harding Racing                          | Dallara DW12 | Chevrolet | STP   | PHX   | LBH    | ALA    | IMS    | INDY    | DET    | DET    | TXS    | RDA   | IOW   | TOR    | MDO   | POC    | GTW   | POR   | SNM 20 | 37    | 20   |
| 2019 | Harding Steinbrenner Racing             | Dallara DW12 | Honda     | STP 8 | COA 1 | ALA 24 | LBH 23 | IMS 23 | INDY 33 | DET 12 | DET 12 | TXS 18 | RDA 8 | TOR 7 | IOW 18 | MDO 8 | POC 16 | GTW 9 | POR 4 | LAG 1  | 7     | 420  |
| 2020 | Andretti Harding Steinbrenner Autosport | Dallara DW12 | Honda     | TXS 7 | IMS 4 | ROA 5  | ROA 5  | IOW 19 | IOW 19  | INDY 8 | GTW 4  | GTW 6  | MDO 9 | MDO 1 | IMS 4  | IMS 2 | STP 11 |       |       |        | 3     | 421  |

### 500 миль Индианаполиса
| Год  | Шасси   | Двигатель | Старт | Финиш | Команда                                 |
| ---- | ------- | --------- | ----- | ----- | --------------------------------------- |
| 2019 | Dallara | Honda     | 5     | 33    | Harding Steinbrenner Racing             |
| 2020 | Dallara | Honda     | 10    | 8     | Andretti Harding Steinbrenner Autosport |

### WeatherTech SportsCar Championship
| Год  | Команда      | Класс | Марка      | Мотор                       | 1     | 2     | 3   | 4   | 5   | 6   | 7   | 8   | 9     | 10  | 11    | Rank | Points |
| ---- | ------------ | ----- | ---------- | --------------------------- | ----- | ----- | --- | --- | --- | --- | --- | --- | ----- | --- | ----- | ---- | ------ |
| 2019 | BMW Team RLL | GTLM  | BMW M8 GTE | BMW S63 4.0 L Twin-turbo V8 | DAY 1 | SEB 7 | LBH | MDO | WGL | MOS | LIM | ELK | VIR   | LGA | PET 3 | 14th | 89     |
| 2020 | BMW Team RLL | GTLM  | BMW M8 GTE | BMW S63 4.0 L Turbo V8      | DAY 5 | DAY   | SEB | ELK | VIR | ATL | MDO | CLT | PET 6 | LGA | SEB 4 | 9th  | 79     |